# Martin Bulloch
Martin Bulloch (ur. 14 sierpnia 1974) – brytyjski perkusista, członek zespołu Mogwai (od 1995).

## Życiorys i kariera muzyczna
Martin Bulloch urodził się 14 sierpnia 1974 roku. W młodości zainteresował się grą na perkusji. Pierwszym perkusistą, na którego zwrócił uwagę, był Reni z The Stone Roses. Kiedy usłyszał grę Dana Petersa z Mudhoney, zdecydował, że kupi sobie perkusję i spróbuje go naśladować.
Wspólnie ze szkolnymi kolegami, Stuartem Braithwaite’em i Dominikiem Aitchisonem założył zespół Mogwai dając pierwszy koncert w czerwcu 1995 roku. Wkrótce do zespołu dołączył gitarzysta John Cummings. Pomógł kolegom z zespołu w założeniu wytwórni płytowej, Rock Action Records udzielając im pożyczki w wysokości 400 funtów. 
Współpracował z Gruffem Rhysem w ramach jego trasy koncertowej promującej album Candylion. Zagrał też koncert z Bardo Pond w Manchesterze, zastępując nieobecnego perkusistę zespołu.
Gra na zestawie perkusyjnym Tama.  
Używa talerzy firmy Zildjian